# エスチュエール州
エスチュエール州（エスチュエールしゅう、フランス語: Estuaire） は、ガボンの州である。州都はアカンダで、事実上の州都であったリーブルヴィルから2022年4月14日に遷都された 。面積は20,740km2。人口は1,076,500人（2020年推定）で、総人口の半数がこの州に住んでいる。
「エスチュエール」（Estuaire）とは、フランス語で「河口」を意味するが、この州名は、州の中心にあるガボン河口 (w:Gabon Estuary) から由来する。

## 隣接州
- リトラル県 (赤道ギニア)
- 中南部県
- ウォレウ・ンテム州
- モワイエン・オゴウェ州
- オゴウェ・マリティム州

## 下位行政区画

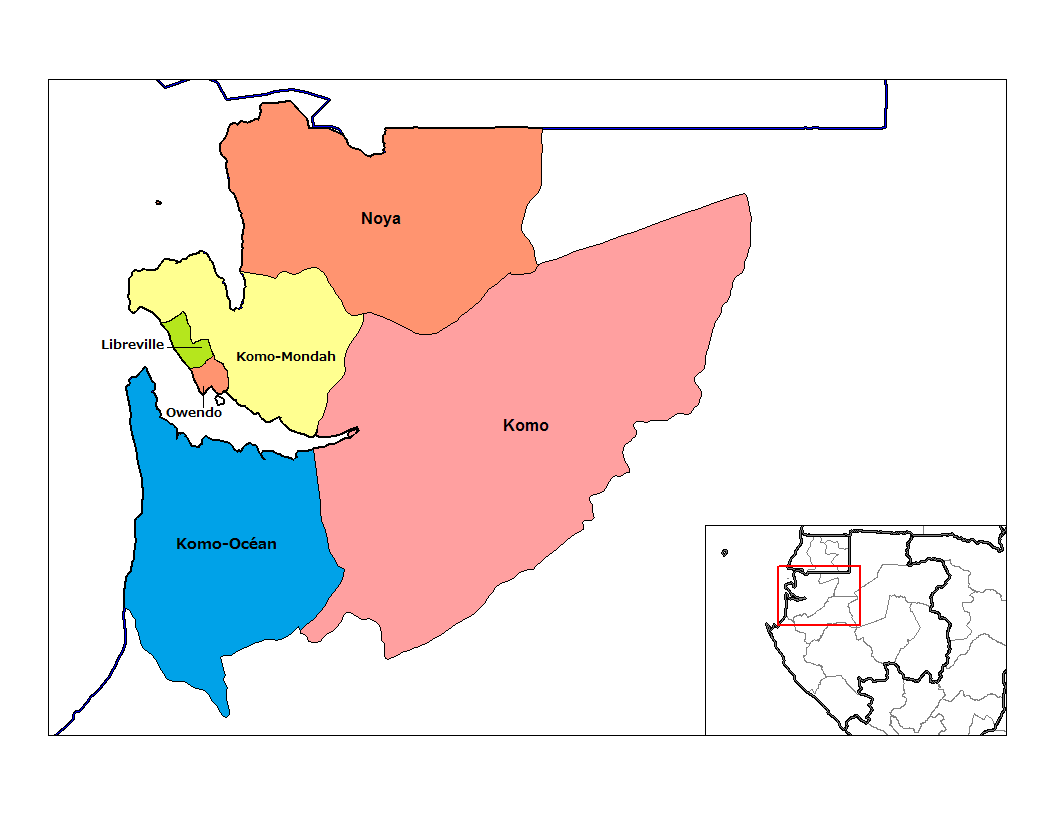
エスチュエール州の県

- コモ県
- コモ＝モンダー県
- コモ＝オセアン県
- ノヤ県
- リーブルヴィル県（フランス語版）

## 主な都市
- リーブルヴィル（ガボンの首都）
- オウェンド
- アカンダ
- ントゥム
- ココビーチ
- カンゴ（英語版）
- ンドゾモエ（フランス語版）